# David Skea
David Frederick Skea (* Februar 1871; † um 1950) war ein schottischer Fußballspieler.

## Sportlicher Werdegang
Skea kam 1892 vom schottischen Klub FC Arbroath in den englischen Ligafußball, wo der Stürmer für den Birminghamer Klub Aston Villa einmal in der First Division auflief. Nach einer kurzzeitigen Rückkehr nach Schottland zu Dundee Thistle schloss er sich 1893 dem neu in die First Division aufgenommenen FC Darwen an. Schnell zog er jedoch zum FC Bury in die konkurrierende Lancashire League weiter, ehe er 1894 bei Leicester Fosse eine neue fußballerische Heimat fand. Beim frisch in die Second Division der Football League aufgenommenen Klub reüssierte er als regelmäßiger Torschütze und krönte sich in der Spielzeit 1894/95 mit 22 Saisontoren zum Torschützenkönig. Über Swindon Town, wo er im Herbst 1896 sechs Ligaspiele in der Southern Football League bestritt, kam er zum ebenfalls in dieser Profiliga antretenden New Brompton FC. Beim Ligakonkurrenten Cowes Sports beendete er später seine aktive Laufbahn.